# Josh Duncan
Josh Duncan (nacido el 12 de mayo de 1986 en  Cincinnati, Ohio) es un jugador de baloncesto estadounidense que milita en el Ryukyu Golden Kings japonés. Con 2,03 metros de estatura, juega en la posición de escolta.

## Trayectoria deportiva
Formado en la Universidad de Xavier, llegó a Europa a las filas de Élan Béarnais Pau-Orthez y Liège Basket, donde ganó la Supercopa de Bélgica en 2009. 
En la temporada 2014-15, Duncan ganó la BBL, donde aportó en la Bundesliga 12.7 puntos y 5.5 rebotes antes de caer lesionado.
En 2015, firma un contrato de un año con el Hapoel Jerusalem, donde ya jugó hace dos temporadas.